# Daniel Piscopo
Daniel Piscopo (Cospicua, 11 de fevereiro de 1920 - 14 de dezembro de 2009) foi um político maltês.
Ele iniciou sua carreira política em 1947. Durante sua vida política ocupou vários cargos, incluindo o de ministro da Saúde, ministro dos Correios, Energia e Comunicações e do Ministério do Turismo. Durante sua gestão como ministro da Saúde, trabalhou pela modernização dos hospitais e melhoria da assistência psiquiátrica.
Ele morreu em 2009, aos 89 anos, de causas não divulgadas. Deixou esposa e três filhos.